# Fort Towson
Fort Towson és un poble dels Estats Units a l'estat d'Oklahoma. Segons el cens del 2000 tenia 611 habitants.

## Demografia
Segons el cens del 2000, Fort Towson tenia 611 habitants, 255 habitatges, i 181 famílies. La densitat de població era de 42,4 habitants per km².
Dels 255 habitatges en un 28,6% hi vivien nens de menys de 18 anys, en un 55,7% hi vivien parelles casades, en un 12,2% dones solteres, i en un 29% no eren unitats familiars. En el 26,7% dels habitatges hi vivien persones soles el 14,5% de les quals corresponia a persones de 65 anys o més que vivien soles. El nombre mitjà de persones vivint en cada habitatge era de 2,4 i el nombre mitjà de persones que vivien en cada família era de 2,87.
Per edats la població es repartia de la següent manera: un 25% tenia menys de 18 anys, un 6,2% entre 18 i 24, un 22,7% entre 25 i 44, un 27,7% de 45 a 60 i un 18,3% 65 anys o més.
L'edat mediana era de 42 anys. Per cada 100 dones de 18 o més anys hi havia 86,9 homes.
La renda mediana per habitatge era de 19.676 $ i la renda mediana per família de 21.705 $. Els homes tenien una renda mediana de 19.583 $ mentre que les dones 16.389 $. La renda per capita de la població era de 12.612 $. Entorn del 25,1% de les famílies i el 31,7% de la població estaven per davall del llindar de pobresa.

## Poblacions més properes
El següent diagrama mostra les poblacions més properes.